# Harry Forrester
Harry Forrester (Milton Keynes, 2 gennaio 1991) è un ex calciatore inglese, di ruolo attaccante.

## Carriera

### Club
Ha giocato nella massima serie scozzese con il Kilmarnock ed i Rangers.

### Nazionale
Ha militato nelle nazionali giovanili inglesi Under-16 ed Under-17.

## Palmarès

### Club

#### Competizioni nazionali
- Scottish Championship: 1

Rangers: 2015-2016
- Scottish Challenge Cup: 1

Rangers: 2015-2016